# Blake Charlton
Blake Charlton (1979) is een Amerikaans schrijver. Hij debuteerde in 2010 met zijn fantasyboek De Taal der Spreuken, dat internationaal veel positief commentaar ontving. Hoewel Charlton te maken heeft met zware dyslexie is hij er toch in geslaagd zijn droom als schrijver te verwezenlijken. Momenteel studeert hij aan de Universiteit van Stanford als medisch student, waar hij ook werkt aan een vervolgdeel.
Naast het schrijven van fantasyboeken is Charlton ook een fervent schrijver van sciencefiction-kortverhalen en academische essays.